# Віллі Блен
Віллі Блен (фр. Willy Blain; нар. 24 квітня 1978, Ле-Тампон) — французький професійний боксер, чемпіон світу серед любителів (2003), призер чемпіонатів світу і Європи, учасник Олімпійських ігор.

## Аматорська кар'єра
Віллі Блен брав участь у багатьох міжнародних турнірах.1998 року на чемпіонаті Європи Блен в категорії до 60 кг програв в першому бою Тиграну Узляну (Греція) — 3-6.
1999 року Блен на чемпіонаті світу в категорії до 63,5 кг зайняв друге місце. Він здобув три перемоги, а в фіналі програв Мухаммадкадиру Абдуллаєву (Узбекистан) — 6-11.
2000 року на чемпіонаті Європи отримав бронзову нагороду, програвши в півфіналі Димитру Щилянову (Болгарія) — 5-6.
На Олімпійських іграх 2000 Блен провів лише один бій, програвши Діогенесу Луні (Куба) — 14-25.
На чемпіонаті світу 2001 Блен задовольнився бронзовою медаллю, програвши в півфіналі Димитру Щилянову — 27-33.
На чемпіонаті Європи 2002 Блен дійшов до фіналу, але вкотре програв Димитру Щилянову — 11-18.
На чемпіонаті світу 2003 Блен у чвертьфіналі взяв реванш за поразку на Олімпіаді 2000 у Діогенеса Луна — 47-29, у півфіналі переміг Тофіка Ахмедова (Азербайджан) — 25-13, у фіналі переміг Олександра Малетіна (Росія) — 32-13 і став чемпіоном.
На чемпіонаті Європи 2004 Блен дійшов до півфіналу, в якому несподівано поступився дебютанту збірної України Ігорю Пащуку — 35-37, зайнявши третє місце.
На Олімпійських іграх 2004 Блен після перемог над Мохамедом Алі Сассі (Туніс) і Олександром Малетіним (Росія) припинив боротьбу у чвертьфіналі, програвши Манусу Бунжумнонгу (Таїланд) — 8-20.

## Професіональна кар'єра
16 листопада 2004 року дебютував на профірингу. Протягом кількох років виступав в різних країнах Європи, переважно в Німеччині. 22 серпня 2006 року виграв вакантний титул інтерконтинентального чемпіона за версією WBO в першій напівсередній вазі, провів чотири успішних захиста.
25 квітня 2009 року зустрівся в бою за вакантний титул «тимчасового» чемпіона світу за версією  WBO з непереможним американцем Ламонтом Пітерсоном (26-0, 12KO). В 7-му раунді Блен отримав травму руки і не зміг продовжувати бій.
19 листопада 2011 року в бою за титул чемпіона Європи за версією WBO зустрівся з українцем Сергієм Федченко. Федченко вдало розпочав бій, вже у першому раунді надіславши француза в нокдаун. По ходу бою харків'янин виглядав більш агресивним бійцем, що і принесло йому перемогу.
Після цієї поразки Блен припинив виступи, тільки 2016 року провів ще один бій.